# Trippa di Moncalieri
La trippa di Moncalieri (tripa 'd Moncalé in piemontese) è un insaccato riconosciuto come PAT del Piemonte. Viene prodotta in Piemonte, in particolare a Moncalieri.

## Origini
La trippa di Moncalieri trae forse le sue origini dalle usanze galliche tra le quali vi era quella di preparare salsicce insaccando varie parti di stomaci animali (ad esempio andouille e andouillette). L'innovazione introdotta a Moncalieri fin dal Medioevo fu quella di comprimere la trippa in modo da ottenere un insaccato decisamente più consistente di una salsiccia ed assimilabile ad un salame.
La documentazione storica pervenuta attesta come la produzione della trippa di Moncalieri fosse già nota nel 1400. La città di Moncalieri era sede di un importante foro boario nei pressi del quale venivano macellate grandi quantità di animali ed era quindi un luogo di elezione per la lavorazione e la trasformazione di carni e frattaglie.

## Preparazione
L'insaccato  viene preparato con parti di stomaco di suino e bovino, lavate. Il tutto viene salato, cotto per otto ore in acqua bollente e quindi collocato ancora caldo in uno stampo al fine di comprimerne la massa, i cui interstizi vengono riempiti dal liquido gelatinoso di cottura.
Il salume che ne risulta ha colore rosato, un diametro attorno ai 12 cm e una lunghezza di 30 cm.

## Consumo
La trippa di Moncalieri viene in genere consumata come antipasto dopo essere stata affettata o, più raramente, porzionata in cubetti. A volte viene condita con olio extravergine d'oliva, limone e pepe nero oppure aromatizzata con vari tipi di spezie. Può anche essere usata come base per la preparazione di piatti caldi e insalate.